# Энтертейнмент-билдинг
Энтертейнмент-билдинг (Entertainment Building, 娛樂行) — 33-этажный гонконгский небоскрёб, расположенный в Центральном районе. Построен в 1993 году в стиле постмодернизма и неоготики на месте снесённого кинотеатра King's Theatre (экстерьер выделяется бежевым бразильским гранитом, серым тонированным стеклом и шпилем). Затраты на строительство составили более 46 млн ам. долларов. Имеются торговый центр с бутиками, ресторанами, кафе, салонами красоты и подземный этаж. В 1996 году компания Chinese Estates продала здание компании Hysan Development, а та, в свою очередь, перепродала Энтертейнмент-билдинг в 2005 году.
|  |  |  |
|  |  |  |